# لوريتا دي فرانكو
لوريتا دي فرانكو (بالإنجليزية: Loretta Di Franco)‏ (28 أكتوبر 1942 – 30 ديسمبر 2024) هي مغنية أوبرا أمريكية، ولدت في 28 أكتوبر 1942 في نيويورك في الولايات المتحدة.